# 製品事故
製品事故（せいひんじこ）とは、消費生活用製品安全法が規定している事故の一種である。

## 製品事故
消費生活用製品安全法では、製品事故を以下のように規定している。
2条（定義）
5 この法律において「製品事故」とは、消費生活用製品の使用に伴い生じた事故のうち、次のいずれかに該当するものであつて、消費生活用製品の欠陥によつて生じたものでないことが明らかな事故以外のもの（他の法律の規定によつて危害の発生及び拡大を防止することができると認められる事故として政令で定めるものを除く。）をいう。
一 　一般消費者の生命又は身体に対する危害が発生した事故
二 　消費生活用製品が滅失し、又はき損した事故であつて、一般消費者の生命又は身体に対する危害が発生するおそれのあるもの

## 重大製品事故
消費生活用製品安全法では、重大製品事故を以下のように規定している。
2条（定義）
6 この法律において「重大製品事故」とは、製品事故のうち、発生し、又は発生するおそれがある危害が重大であるものとして、当該危害の内容又は事故の態様に関し政令で定める要件に該当するものをいう。

### 具体的要件
消費生活用製品安全法施行令では、以下のように規定している。
5条（重大製品事故の要件）
法第二条第六項 の政令で定める要件は、次のいずれかとする。
一 一般消費者の生命又は身体に対し、次のいずれかの危害が発生したこと。
イ　死亡
ロ　負傷又は疾病であつて、これらの治療に要する期間が三十日以上であるもの又はこれらが治つたとき（その症状が固定したときを含む。）において内閣府令で定める身体の障害が存するもの
ハ　一酸化炭素による中毒
二 　火災が発生したこと。
消費生活用製品安全法の規定に基づく重大事故報告等に関する内閣府令では、以下のように規定している。
2条（身体の障害）
令第五条第一号 ロの内閣府令で定める身体の障害は、次に掲げるものとする。
一 　次に掲げる視覚障害であって、長期にわたり身体に存するもの
イ　両眼の視力（万国式試視力表によって測ったものをいい、屈折異常がある者については、矯正視力について測ったものをいう。以下同じ。）がそれぞれ〇・一以下のもの
ロ　一眼の視力が〇・〇二以下、他眼の視力が〇・六以下のもの
ハ　両眼の視野がそれぞれ一〇度以内のもの
ニ　両眼による視野の二分の一以上が欠けているもの
二 　次に掲げる聴覚又は平衡機能の障害であって、長期にわたり身体に存するもの
イ　両耳の聴力レベルがそれぞれ七〇デシベル以上のもの
ロ　一耳の聴力レベルが九〇デシベル以上、他耳の聴力レベルが五〇デシベル以上のもの
ハ　両耳による普通話声の最良の語音明瞭度が五〇パーセント以下のもの
ニ　平衡機能の著しい障害
三 　次に掲げる嗅覚の障害
イ　嗅覚の喪失
ロ　嗅覚の著しい障害であって、長期にわたり身体に存するもの
四 　次に掲げる音声機能、言語機能又はそしゃく機能の障害
イ　音声機能、言語機能又はそしゃく機能の喪失
ロ　音声機能、言語機能又はそしゃく機能の著しい障害であって、長期にわたり身体に存するもの
五 　次に掲げる肢体不自由
イ　一上肢、一下肢又は体幹の機能の著しい障害であって、長期にわたり身体に存するもの
ロ　一上肢又は一下肢のいずれかの指を末節骨の一部以上で欠くもの
ハ　一上肢若しくは一下肢のおや指の機能の著しい障害又はひとさし指を含めて一上肢の三指以上の機能の著しい障害であって、長期にわたり身体に存するもの
ニ　イからハまでに掲げるもののほか、その程度がイからハまでに掲げる障害の程度以上であると認められる障害
六 　循環器、呼吸器、消化器又は泌尿器の機能の障害であって、長期にわたり身体に存し、かつ、日常生活が著しい制限を受ける程度であると認められるもの

### 報告義務
消費生活用製品安全法では、以下のように規定されている。
第35条
消費生活用製品の製造又は輸入の事業を行う者は、その製造又は輸入に係る消費生活用製品について重大製品事故が生じたことを知つたときは、当該消費生活用製品の名称及び型式、事故の内容並びに当該消費生活用製品を製造し、又は輸入した数量及び販売した数量を内閣総理大臣に報告しなければならない。
同法の規定に基づく重大事故報告等に関する内閣府令では、以下のように規定されている
第3条（報告の期限及び様式）
法第三十五条第一項 の規定による報告をしようとする者は、その製造又は輸入に係る消費生活用製品について重大製品事故が生じたことを知った日から起算して十日以内に、様式第一による報告書を消費者庁長官に提出しなければならない。